# Apiacás
Apiacás is een gemeente in de Braziliaanse deelstaat Mato Grosso. De gemeente telt 8.381 inwoners (schatting 2009).